# Galenara lallata
Galenara lallata là một loài bướm đêm trong họ Geometridae.